# Cordón de Manquehue

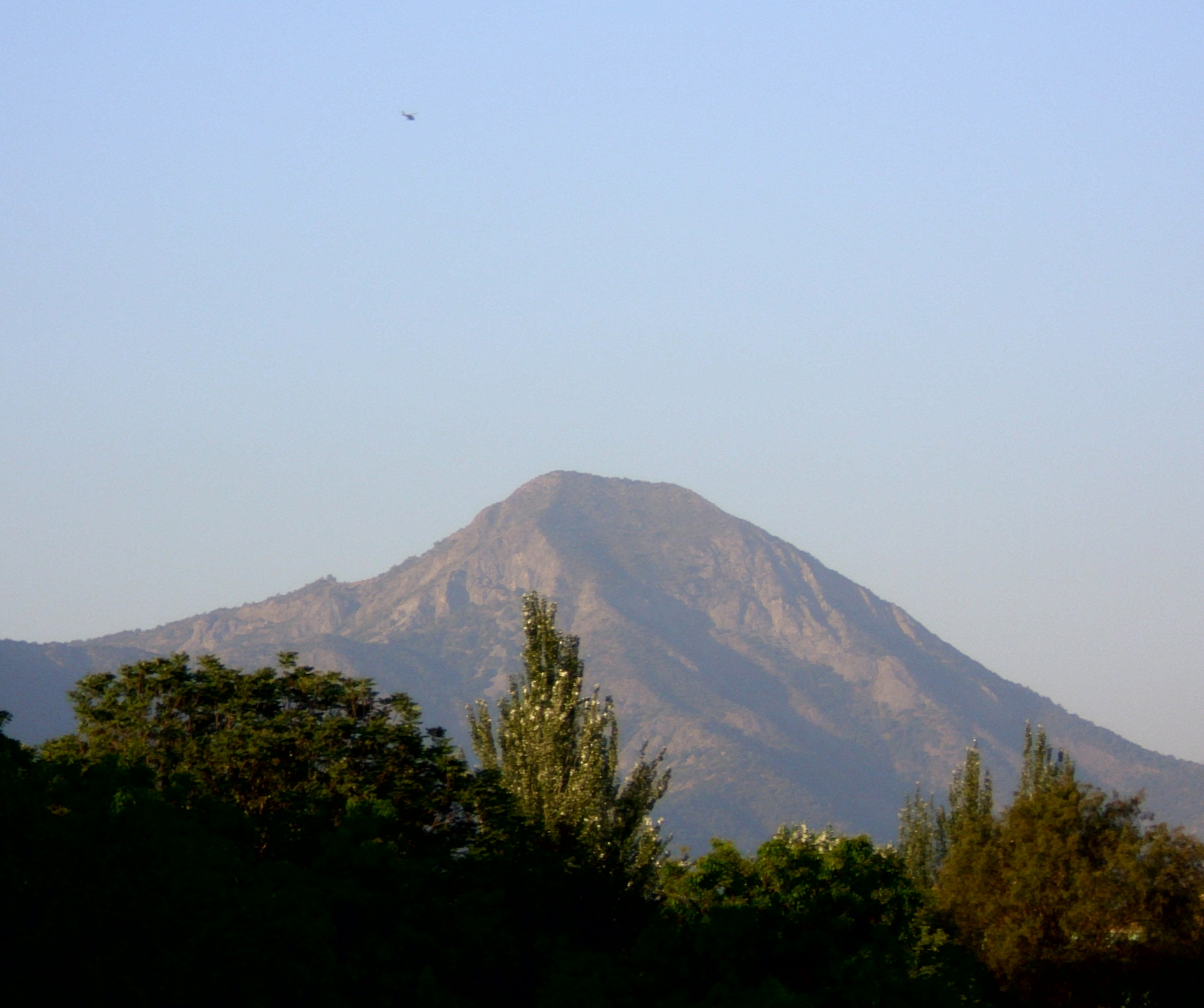
Cerro Manquehue, el más alto de toda la cadena montañosa

El cordón de Manquehue es una pequeña cadena montañosa que forma parte de la Precordillera chilena de la Región Metropolitana de Santiago. A los pies de estos cerros se encuentran circundando las áreas urbanizadas del valle de Santiago correspondientes a la parte más oriental del sector norte y la más septentrional del sector nororiente de la ciudad, atravesando las comunas de Huechuraba, Las Condes, Vitacura y Lo Barnechea. Por su proximidad urbana, es un destino concurrido para hacer senderismo y debido a lo variado de las alturas de cada cerro, es posible hacer rutas de diferentes tipos de dificultad.

## Descripción

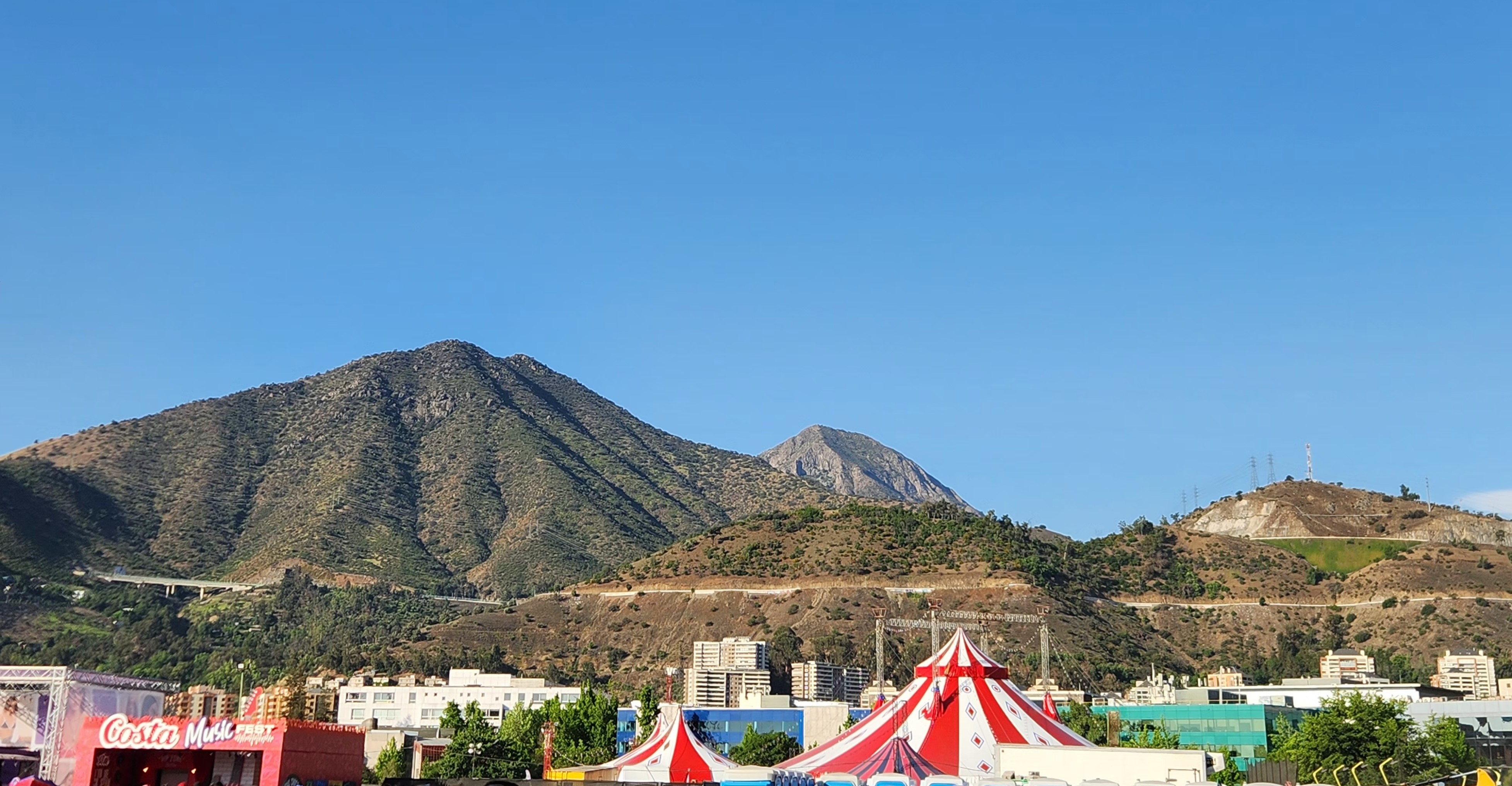
Cordón de Manquehue visto desde la Ciudad Empresarial en Huechuraba. El cerro El Carbón a la izquierda de la foto, y atrás el cerro Manquehuito; a la derecha el cerro La Pirámide

El cordón montañoso de Manquehue se conforma de nueve cerros:
- Cerro Punta Mocha (866 m s. n. m.)
- Cerro La Pirámide (845 m s. n. m.)
- Cerro La Región (1275 m s. n. m.)
- Cerro El Carbón (1336 m s. n. m.)
- Cerro El Peñón (1546 m s. n. m.)
- Cerro Manquehue (1635 m s. n. m.)
- Cerro Manquehuito (1319 m s. n. m.)
- Cerro Lo Curro (1242 m s. n. m.)

## En la cultura
En agosto de 2022 fue lanzado el libro y documental Cordón del Cerro Manquehue, Paraíso que Sobrevive del fotógrafo y documentalista Yamil Hussein, donde se muestra la flora y fauna del cordón montañoso.